# جان راولینسون
جان راولینسون (به انگلیسی: John Rawlinson) بازیکن فوتبال زادهٔ ۲۱ دسامبر ۱۸۶۰ اهل انگلستان بود که سابقهٔ بازی در تیم ملی فوتبال انگلستان را در کارنامهٔ خود دارد. وی در تاریخ ۱۸ فوریه ۱۸۸۲ تنها بازی ملی خود را در مقابل تیم ملی فوتبال ایرلند انجام داد.